# Esmeralda Gobosowa
Esmeralda Gobosowa (georgisch ესმერალდა გობოზოვა; * 7. Juli 2003) ist eine georgische Skispringerin.

## Werdegang
Sie wird von ihrem Vater Ibragim Gobosowi, der auch ihren Bruder Alan Gobosowi im Skispringen trainiert, trainiert und startet für den Skiclub Bakuriani, wurde aber großteils in der Türkei ausgebildet. Sie ist mehrfache georgische Meisterin in ihrer Altersklasse.
Esmeralda Gobosowa gab ihr internationales Debüt am 20. September 2017 beim FIS-Carpath-Cup in Rasnov, wo sie ein Jahr später erneut antrat – beide Male wurde sie Vorletzte.
Am 15. September startete sie das erste Mal im FIS-Cup, befand sich aber stets unter den letzten drei. In derselben Saison nahm sie in Notodden am Continental-Cup teil und erzielte mangels Konkurrenz auch da Punkte, obwohl sie zweimal letzte wurde. Bei weiteren Carpath- und FIS-Cups in Rasnov konnte sie recht gute Ergebnisse erzielen, auch weil die Wettkämpfe nicht gut besetzt waren.
Anfang 2020 nahm sie an den Olympischen Jugendwinterspielen teil, erzielte wieder keine guten Ergebnisse und setzte dann zwei Saisons aus. 2023 gab sie ihr Comeback mit zwei Wettbewerben im FIS-Cup in Villach und wurde letzte und vorletzte, aber stellte mit 66,5 m den Landesrekord Georgiens auf.
Im Februar 2023 nahm sie außerdem an den Nordischen Skiweltmeisterschaften von der Normalschanze teil und wurde Letzte.